# Мірут
Мірут (англ. Meerut, гінді: मेरठ) — місто на півночі Індії, на північному заході штату Уттар-Прадеш. Розташоване на північний схід від Делі, на комунікаційному вузлі декількох доріг та залізничних шляхів. Мірут — торговельний центр сільськогосподарської продукції. Досить розвинена індустрія — промислове виробництво, сплав, народні промисли, обробка цукру, бавовни, борошна та олійного насіння. В місті знаходиться Університет Мірута (1965); Коледж Мірута (1892) і декілька інших коледжів, які є філіалами університету. В Міруті міститься музей часів 12 століття, багато старих храмів і мечетей. Важливий військовий штаб. Тут у 1857 році відбувся перший виступ Повстання сипаїв.
Населення: 1 мільйон 143 тисячі мешканців (2005 р.)

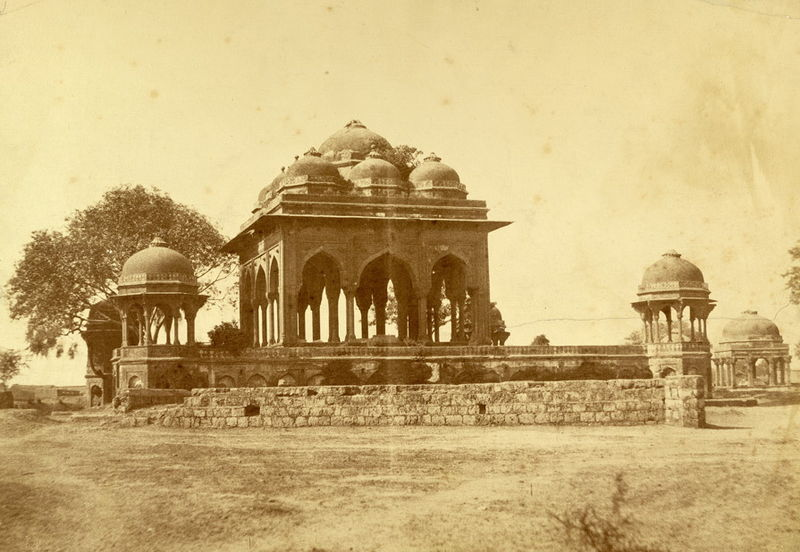
Мечеть в Міруті, 1858 рік. Відразу після Повстання сіпаїв, протягом якого ця мечеть служила центром заколотників.

## Джерело
- Meerut [Архівовано 5 листопада 2009 у Wayback Machine.] Енциклопедія Британніка